# Annett Reimer
Annett Reimer, född 16 september 1984 i Osby, är en svensk fotograf. 
Reimer har studerat fotodesign vid Västra Nylands folkhögskola i Finland 2004–2005, avlagt en BA i "Photography & Video" vid University for the Creative Arts i Storbritannien 2008 och en MA i "Photography" vid Royal College of Art i London 2011. 
Annett Reimer har haft utställningar i Sverige, Finland, England, Frankrike och USA. 
År 2008 medverkade Reimer i Ny Nordisk Fotografi på Hasselblad Center i Göteborg. År 2009 vann hon "Best New Talent"  i Prix de la Photographie (Px3) Paris. Under sommaren 2010 ställde hon ut i hemorten på Osby Konsthall.